# Chaco Culture National Historical Park
Le Chaco Culture National Historical Park est un parc historique national américain dans les comtés de McKinley et San Juan, au Nouveau-Mexique. Créé le 19 décembre 1980, il protège 137,5 km2 centrés sur le Chaco Canyon. Il est géré par le National Park Service et forme avec l'Aztec Ruins National Monument ainsi que d'autres sites archéologiques épars un bien du Patrimoine mondial appelé « Culture chaco » et reconnu en 1987.